# Matt McLain
Matt McLain (Orange, California, 6 de agosto de 1999) es un jugador profesional estadounidense de béisbol que se desempeña en la posición de campocorto en Cincinnati Reds, equipo de las Grandes Ligas de Béisbol (MLB).

## Carrera
Fue seleccionado en la primera ronda en el Draft de la MLB de 2021. En 2023 hizo su debut profesional con el equipo Cincinnati Reds, donde lleva jugando una temporada.